# Polygrammodes purpuralis
Polygrammodes purpuralis là một loài bướm đêm trong họ Crambidae.